# Kambangan (Bruno)
Kambangan is een bestuurslaag in het regentschap Purworejo van de provincie Midden-Java, Indonesië. Kambangan telt 641 inwoners (volkstelling 2010).